# Sobarocephala strigata
Sobarocephala strigata är en tvåvingeart som beskrevs av Willi Hennig 1938. Sobarocephala strigata ingår i släktet Sobarocephala och familjen träflugor.
Artens utbredningsområde är Peru. Inga underarter finns listade i Catalogue of Life.